# Kraken Mare
Il Kraken Mare è il più grande mare di idrocarburi presente su Titano, il maggior satellite di Saturno. Scoperto nel 2007 grazie alle osservazioni della sonda Cassini, prende il nome dal Kraken, un leggendario mostro marino.

## Caratteristiche

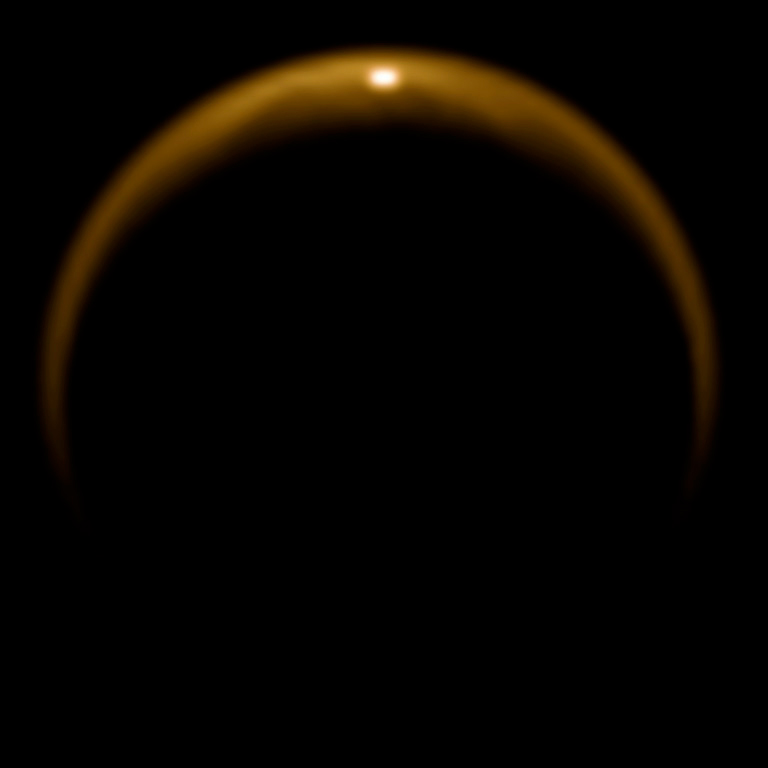
Il Jingpo Lacus, nei pressi del Kraken Mare, illuminato dalla luce solare sulla superficie di Titano fotografato dalla sonda Cassini. Fonte: Nasa/Jpl/University of Arizona/Dlr

Gli studi fatti con i dati radar della sonda Cassini confermano che il Kraken Mare è un mare di idrocarburi, principalmente composto di metano, etano ed azoto.  Si stima che abbia una superficie di 400.000 km2, simile a quella del Mar Caspio, ed una profondità di almeno 100 metri e probabilmente più di 300 metri. 
Si ritiene che il Kraken Mare sia il maggiore di una numerosa serie di mari e laghi posti nella regione polare settentrionale di Titano. La composizione di idrocarburi è stata dedotta dai dati della spettroscopia infrarossa, una sua verifica sperimentale tramite sonda (insieme ad altre sue proprietà quali profondità, temperatura, ecc) è prevista nella proposta missione congiunta NASA/ESA Titan Saturn System Mission, programmata per dopo il 2020.
All'isola osservata all'interno del Kraken Mare è stato dato il nome di Mayda Insula.